# Gnathophis musteliceps
Gnathophis musteliceps är en fiskart som först beskrevs av Alcock, 1894.  Gnathophis musteliceps ingår i släktet Gnathophis och familjen havsålar. Inga underarter finns listade i Catalogue of Life.